# Готторпский глобус

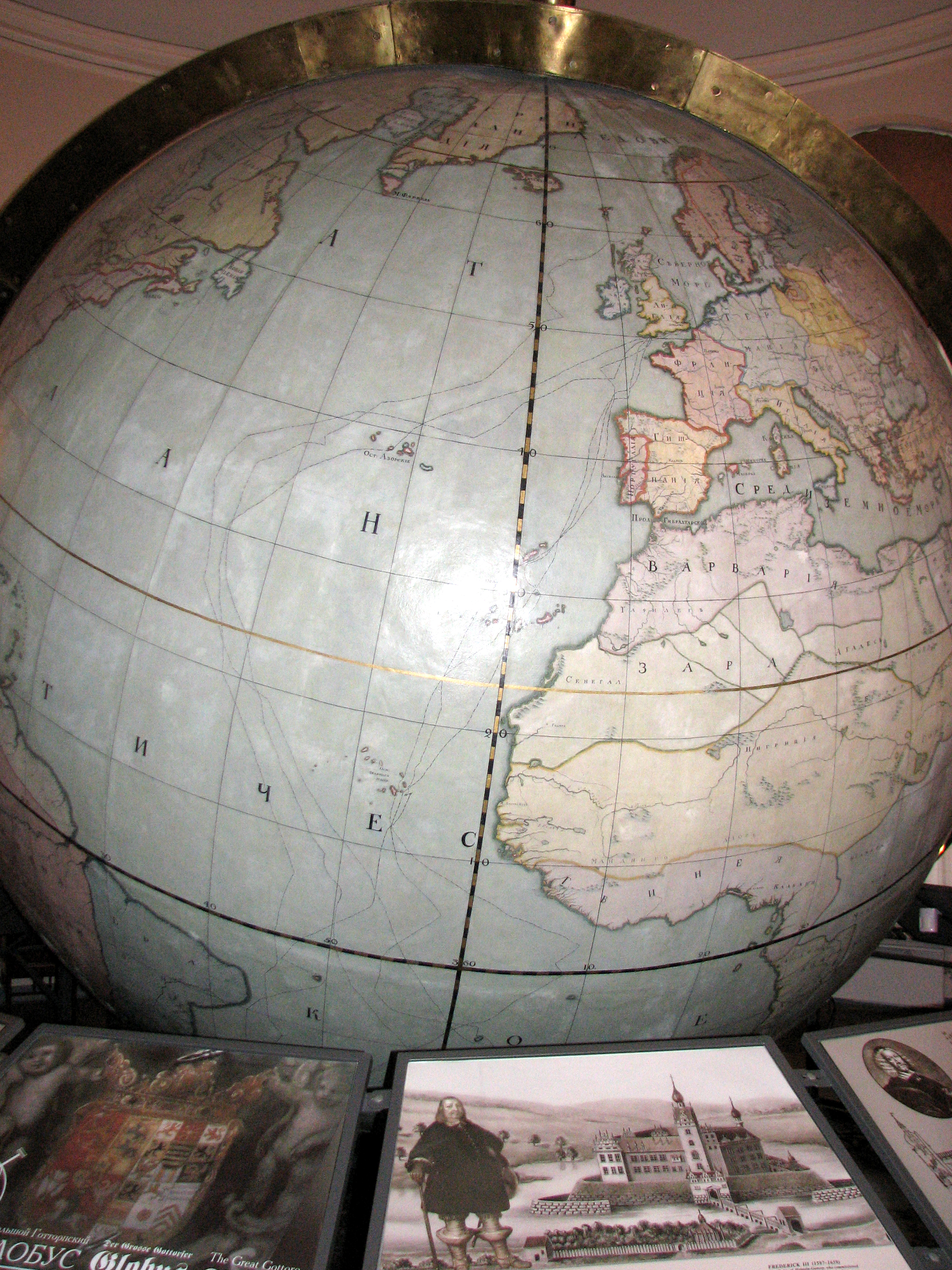
Большой Готторпский глобус в экспозиции Кунсткамеры.

Большой Готторпский (академический) глобус-планетарий — первый и некогда самый большой в мире глобус-планетарий, диаметром 3,1 метра; памятник науки и техники I категории.

## История
Работа по созданию большого глобуса-планетария началась по распоряжению Готторпского герцога Фридриха III в 1651 году. Автор проекта — Адам Олеарий (1599—1671). В 1651—1652 годах в г. Хестеберге были изготовлены детали каркаса и несущие конструкции глобуса. В период 1652—1654 годов был собран механизм, а также деревянная платформа с сиденьем для зрителей внутри глобуса. В 1655 году обе поверхности глобуса были облицованы медными листами, отполированы и оклеены холстом. В 1656—1658 годы создавалась наружная (географическая) карта, а также наносилась разметка на внутреннюю (звёздную) карту (в том числе укреплялись металлические звёздочки). В 1662—1664 годах к механизму глобуса был подведён водяной привод.
В середине 1664 годов наследник Фридриха III, Кристиан Альбрехт, торжественно открыл павильон Большого Готторпского глобуса-планетария.
Диаметр глобуса был более 3 метров, а вес — свыше 3,5 тонн. Его уникальная конструкция позволяла внешнему глобусу (с картой Земли) и внутреннему (планетарию с небесными созвездиями) вращаться одновременно.
10 июля 1713 года епископ-администратор Готторпского герцогства Кристиан Август подписал ордер о передаче глобуса в Петербург в качестве дипломатического подарка Петру Великому. Перевозка груза морем и сушей заняла три года. 20 марта 1717 года глобус прибыл в Петербург, где впоследствии был установлен в здании Кунсткамеры.
В 1747 году глобус сгорел во время сильного пожара.

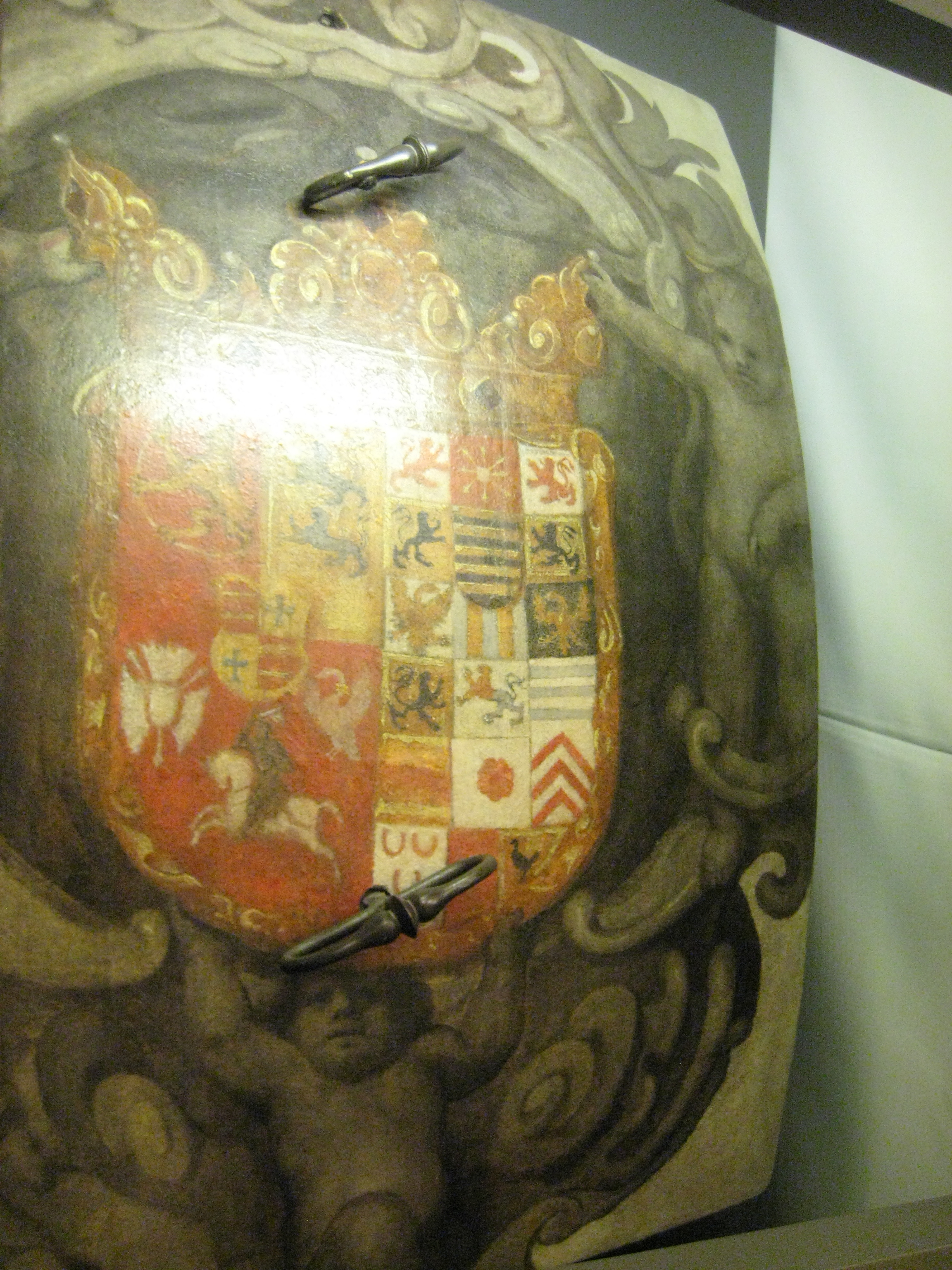
Дверь подлинного глобуса

Единственная сохранившаяся деталь этого первого глобуса — ныне в экспозиции Кунсткамеры. Это дверь, украшенная геральдическим щитом Гольштейн-Готторпского герцогства. На момент пожара дверца находилась в подвале и поэтому не пострадала.
Глобус был восстановлен в Санкт-Петербурге механиками Б. Скоттом и Ф. Н. Тирютиным, картографом И. Ф. Трускотом и живописцем И. Э. Гриммелем в 1748—1752 годах; новый глобус — так называемый «Большой Академический глобус».
В 1750—1753 годах для размещения глобуса по проекту архитектора И. Я. Шумахера было построено специальное здание (Глобусный домик), в котором глобус находился до 1901 года, когда был перемещён в «Адмиралтейство» Царского села.
В 1942—1947 годах глобус находился в Германии (сперва в Нойштедте, затем в Любеке), куда был вывезен немецкими войсками. В 1948 году глобус возвращён Советскому Союзу и перевезён в Ленинград. Для его размещения по проекту первого директора Музея М. В. Ломоносова, архитектора Р. И. Каплан-Ингеля была заново отстроена башня Кунсткамеры, в которой глобус находится по настоящее время.
Сейчас большой Готторпский (Академический) глобус-планетарий является экспонатом Музея антропологии и этнографии им. Петра Великого (Кунсткамеры) Российской академии наук. 
9 июня 2025 года, в день рождения Петра Великого, зал в башне Кунсткамеры с Готторпским глобусом открылся после капитальной реставрации. 
В 2008 году в ансамбле Готторпского замка в Германии был открыт Глобусный павильон с современной копией Готторпского глобуса.

## Создатели глобуса
- Олеарий (Ольшлегель) Адам (Olearius (Öhlschlegel) Adam, 1599—1671) — придворный астроном и библиотекарь готторпского герцога, секретарь посольства Голштинии в Россию в 1633—1634 годах. Автор проекта большого глобуса.
- Бёш Андреас (Bösch Andreas) — инженер, руководитель работ по постройке Глобуса.
- Лоренц Карстон (Lorenz Karatens) — агент, обеспечивавший поставку материалов для изготовления глобуса.
- Лоренц Кристиан (Lorenz Christian) — мастер-красномедник, осуществил облицовку и полировку глобуса.
- Наннен Йохан (Nannen Johann) — часовой мастер, создатель механизма глобуса.
- Кох Отто (Koch Otto) — гравер, нанёс разметку на медные шкалы внутри глобуса.
- Мюллер Ганс (Müller Hans) — художник, создатель карты небесной сферы, расположенной на внутренней поверхности глобуса.

## В кино
Приезд глобуса в Россию обыгран в фильме Александра Митты «Сказ про то, как царь Пётр арапа женил».